# Distretto di Mima
Il distretto di Mima (美馬郡, Mima-gun?) è uno dei distretti della prefettura di Tokushima, in Giappone.
Attualmente fa parte del distretto solo il comune di Tsurugi.
| Controllo di autorità | VIAF (EN) 251790428 · NDL (EN, JA) 00538673 |